# Monareczka łuskowana
Monareczka łuskowana, monarka łuskowana (Symposiachrus vidua) – gatunek małego ptaka z rodziny monarek (Monarchidae). Jest endemitem archipelagu Wysp Salomona – występuje na wyspach Makira i Ugi. Jest bliski zagrożenia wyginięciem.

## Taksonomia
Gatunek ten opisał w 1879 roku Henry Baker Tristram, nadając mu nazwę Piezorhynchus vidua. Jako miejsce typowe wskazał Makira Harbour (Makira, Wyspy Salomona). Później gatunek umieszczany był w rodzaju Monarcha (Piezorhynchus jest obecnie traktowany jako synonim rodzaju Myiagra), dopóki nie został przeniesiony do Symposiachrus w 2009 roku.
Wyróżniane są dwa podgatunki S. vidua:
- S. v. vidua (Tristram, 1879) – monareczka łuskowana – występuje na wyspie Makira i sąsiedniej wysepce Santa Ana
- S. v. squamulatus (Tristram, 1882) – monareczka łuskopierśna – występuje na wyspie Ugi

Niektórzy autorzy sugerują, że takson squamulatus może stanowić osobny gatunek.

## Morfologia
Niewielka pstrokata monareczka z białym kołnierzem, brzuchem i kuprem. Ma czarną maskę i pierś, czarne skrzydła z dużą białą plamą i czarny ogon z białymi zakończeniami. Obie płcie są do siebie podobne.
Długość ciała 15 cm; masa ciała 15,5–19,5 g.

## Ekologia
Występuje w lasach pierwotnych i wtórnych do wysokości co najmniej 800 m n.p.m.
Głos obejmuje delikatny, falujący gwizd i ostre skrzeczenie.
Pożywienie stanowią owady. Żeruje pojedynczo, w parach i w stadach mieszanych. Porusza się w górę i w dół w listowiu, z uniesionym ogonem. Zwinnie porusza się wśród gęstej roślinności i ściga owady w locie.

## Status
W Czerwonej księdze gatunków zagrożonych Międzynarodowej Unii Ochrony Przyrody (IUCN) monareczka łuskowana jest klasyfikowana jako gatunek bliski zagrożenia (ang. Near Threatened). Liczebność populacji nie została oszacowana, ale ptak ten opisywany jest jako dość pospolity na nizinach i bardziej pospolity w lasach górskich. BirdLife International uznaje trend liczebności populacji za spadkowy z powodu zmniejszającej się powierzchni lasów na Makirze.
Zasięg występowania wynosi 5100 km².